# فايزة تسابت
فايزة تسابت (ولدت 22 مارس 1985 بالشلف، الجزائر) هي لاعبة كرة طائرة جزائرية. شاركت مع المنتخب الجزائري للسيدات في الألعاب الأولمبية ببكين 2008 و في كل من البطولة العالمية 2010 و كأس العالم للسيدات 2011 باليابان كما فازت معه ببطولة إفريقيا عام 2009 و بذهبية الألعاب الإفريقية 2011. تلعب في منصب مهاجمة-مستقبلة وتعتبر أفضل مهاجمة في إفريقيا وأحسن مسجلة مع المنتخب الجزائري . انسحبت من الفريق الوطني سنة 2012 و اعتزلت المنافسة قبيل الألعاب الأولمبية بلندن.

## = معلومات الأندية
النادي السابق : نجمة الشلف (الجزائر)  2010-2012
النادي السابق : CV Tenerife(إسبانيا)  2010
النادي السابق : ايستر (فرنسا)  2006-2009
النادي الأول :غالية الشلف (الجزائر)  1998-2006
معلومات تقنية :
الطول: 1,81 م
الارتقاء في السحق : 3,09 م
الارتقاء في الصد : 2,95 م
- منتخب الجزائر لكرة الطائرة سيدات
- البطولة الجزائرية لكرة الطائرة سيدات

## روابط خارجية
- فايزة تسابت على موقع الاتحاد الأوروبي (الإنجليزية)
- فايزة تسابت على موقع عالم الكرة الطائرة (الإنجليزية)
- فايزة تسابت على موقع أوليمبيديا (الإنجليزية)